# Алгинський сільський округ (Казалінський район)
Алги́нський сільський округ (каз. Алға ауылдық округі, рос. Алгинский сельский округ) — адміністративна одиниця у складі Казалінського району Кизилординської області Казахстану. Адміністративний центр та єдиний населений пункт — село Туктібаєв.
Населення — 1758 осіб (2021; 1803 у 2009, 1819 у 1999, 2038 у 1989).
Станом на 1989 рік існували Алгинська сільська рада (села Майдаколь та Туктібай). Пізніше село Майдаколь утворило окремий Акжонський сільський округ.